# Рязанцевка
Рязанцевка — деревня в Медвенском районе Курской области России. Входит в состав Вышнереутчанского сельсовета.

## География
Деревня находится на юге центральной части Курской области, в пределах Среднерусской возвышенности, в лесостепной зоне, на правом берегу реки Любач, на расстоянии примерно 15 километров (по прямой) к юго-западу от Медвенки, административного центра района. Абсолютная высота — 218 метров над уровнем моря.

### Климат
Климат характеризуется как умеренно континентальный, с тёплым летом и умеренно холодной зимой. Среднегодовая температура воздуха — 5,5 °C. Абсолютный минимум температуры воздуха самого холодного месяца (января) составляет −37 °C; абсолютный максимум самого тёплого месяца (июля) — 35 °C. Безморозный период длится около 151 дня в году. Среднегодовое количество атмосферных осадков составляет 587 мм, из которых большая часть выпадает в тёплый период.

### Часовой пояс
Деревня Рязанцевка, как и вся Курская область, находится в часовой зоне МСК (московское время). Смещение применяемого времени относительно UTC составляет +3:00.

## Население
| 2002 | 2010 |
| ---- | ---- |
| 42   | ↘28  |

### Половой состав
По данным Всероссийской переписи населения 2010 года в половой структуре населения мужчины составляли 46,4 %, женщины — соответственно 53,6 %.

### Национальный состав
Согласно результатам переписи 2002 года, в национальной структуре населения русские составляли 93 %.

## Инфраструктура
Личное подсобное хозяйство. В деревне 25 домов.

## Транспорт
Рязанцевка находится в 17 км от автодороги федерального значения М2 «Крым» (часть европейского маршрута E 105), в 1 км от автодороги межмуниципального значения 38Н-185 (М-2 «Крым» — Гахово), в 28,5 км от ближайшего ж/д остановочного пункта 439 км (линия Льгов I — Курск).
В 95 км от аэропорта имени В. Г. Шухова (недалеко от Белгорода).